# Mirmecocòria

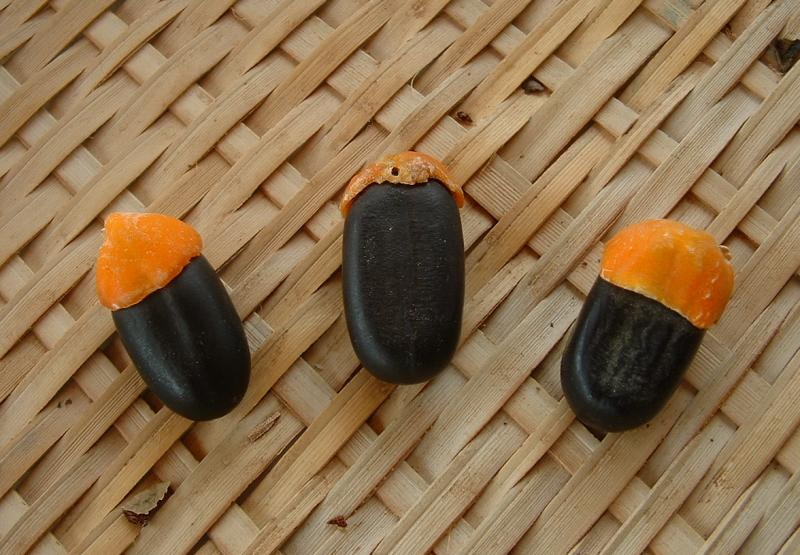
Llavors dAfzelia africana mostrant els seus eleosomes

La mirmecocòria és la dispersió de llavors de plantes per les formigues. Aquesta és una forma de mutualisme en la qual la planta es beneficia per la dispersió de la llavor i la formiga rep aliment. Aquest tipus de dispersió s'ha trobat en unes 80 famílies de plantes i hi juga un gran paper en moltes comunitats de plantes, especialment en els boscos temperats caducifolis d'Europa i d'Amèrica del Nord i zones arbustives seques d'Austràlia i Àfrica del Sud. Diferents espècies de formigues recullen i transporten fruits i llavors, la majoria amb uns apèndixs anomenats eleosomes, que contenen substàncies nutricionals o atraients. Les formigues es mengen els eleosomes i deixen la resta de la llavor encara viable amb capacitat de germinar. Experiments fets amb l'euforbiàcia Euphorbia characias mostren que si una formiga troba una llavor d'aquesta espècie la probabilitat que sigui transportada al formiguer s'incrementa amb un factor de 7 si la llavor té un eleosoma.